# Анзас (приток Мундыбаша)
Анзас (шор. Оңзас) — река в России, протекает в Кемеровской области. Устье реки находится в 59 км по правому берегу реки Мундыбаш. Длина реки составляет 36 км, площадь водосборного бассейна 277 км².

## Притоки
- 6 км: Берёзовая
- 12 км: Туга
- 21 км: Большой Алзынь
- 28 км: Илюшка

## Данные водного реестра
По данным государственного водного реестра России относится к Верхнеобскому бассейновому округу, водохозяйственный участок реки — Кондома, речной подбассейн реки — Томь. Речной бассейн реки — (Верхняя) Обь до впадения Иртыша.